# Államok vezetőinek listája 616-ban
Ezen az oldalon az i. sz. 616-ban fennálló államok vezetőinek névsora olvasható földrészek, majd országok szerinti bontásban.

## Európa
- Avar Kaganátus
  - Kagán: II. Baján (602–617)

- Bizánci Birodalom
  - Császár: Hérakleiosz (610–641)

- Frank Birodalom
  - Király: II. Chlothar (584–628)
  - Bajor Hercegség
    - Herceg: II. Garibald (610–630)

  - Gascogne-i Hercegség
    - Herceg: Genial (602-626)

- Longobárd Királyság
  - Király: Adaloald (615–626)
  - Beneventói Hercegség
    - Herceg: I. Arichis (591–641)

  - Friuli Hercegség
    - Herceg: Tasso és Kakko (610–616)
    - Herceg: II. Grasulf (616–645)

  - Spoletói Hercegség
    - Herceg: Theudelapius (601–653)

- Vizigót Királyság
  - Király: Sisebut (612–621)

### Britannia
- Bernicia
  - Király: Æthelfrith (592–616)
  - Király: Edwin (616–633)

- Dál Riata
  - Király: I. Eochaid (608–629)

- Essexi Királyság
  - Király: Sæberht (604–617)

- Gwynedd
  - Király: Cadfan ap Iago (613–625)

- Kelet-angliai Királyság
  - Király: Rædwald (593/599–625)

- Kenti Királyság
  - Király: Æthelberht (560/585–616/618)
  - Király: Eadbald (616/618–640)

- Mercia
  - Király: Ceorl (606–626)

- Wessexi Királyság
  - Király: Cynegils (611–642)

## Ázsia
- Csampa
  - Király: Szambhuvarman (572-629)

- Ibériai Királyság
  - Király: I. István (kb. 590–627)

- India
  - Észak-India
    - Király: Harsa (606–647)

  - Anuradhapura
    - Király: Szilameghavanna (614-623)

  - Csálukja-dinasztia
    - Király: II. Pulakesin (609–642)

  - Pallava
    - Király: I. Mahendravarman (615–630)

  - Pándja-dinasztia
    - Király: Maravarman Avaniszúlámani (590–620)

- Japán
  - Császárnő: Szuiko (592–628)

- Kína (Szuj-dinasztia)
  - Császár: Szuj Jang-ti (604-617)

- Korea
  - Pekcse
    - Király: Mu (600–641)

  - Kogurjo
    - Király: Jongjang (590–618)

  - Silla
    - Király: Csinphjong (579–632)

- Nepál
  - Király: Amsuverma (605-621)

- Szászánida Birodalom
  - Sah: II. Huszrau (590–628)

- Tibet
  - Király: Namri Szongcen (kb. 601-617)

- Keleti Türk Kaganátus
  - Kagán: Sibi kagán (609-619)
- Nyugati Türk Kaganátus
  - Kagán: Seguj (612-618)

## Afrika
- Akszúmi Királyság
  - Akszúmi uralkodók listája

## Amerika
- Copán
  - Király: Butz' Chan (578–628)
- Palenque
  - Király: I. K'inich Janaab Pakal (615–683)

## Egyházfő
- Pápa: I. Adeodatus (615–618)
- Konstantinápolyi pátriárka: I. Szergiosz (610–638)

## Fordítás
- Ez a szócikk részben vagy egészben  a   Liste der Staatsoberhäupter 616 című német Wikipédia-szócikk ezen változatának fordításán alapul.  Az eredeti cikk szerkesztőit annak laptörténete sorolja fel. Ez a jelzés csupán a megfogalmazás eredetét és a szerzői jogokat jelzi, nem szolgál a cikkben szereplő információk forrásmegjelöléseként.